# Mitja Dragšič
Mitja Dragšič (ur. 21 lipca 1979 w Miklavžu na Dravskem polju) – słoweński narciarz alpejski, olimpijczyk, reprezentant klubu SK Branik Maribor.

## Kariera
W Pucharze Świata zadebiutował 15 marca 1997 w Vail, jednak nie ukończył wówczas pierwszego przejazdu w slalomie i nie został sklasyfikowany. Pierwsze punkty do klasyfikacji zdobył 6 stycznia 2002 w Adelboden, plasując się na 12. pozycji w tej samej konkurencji. Najwyższą pozycję w zawodach tego cyklu osiągnął 22 grudnia 2004 we Flachau oraz 15 marca 2008 w Bormio, gdzie rywalizację w slalomie kończył na czwartej pozycji.
Dwukrotnie stawał na podium mistrzostw świata juniorów w narciarstwie alpejskim - 1 marca 1997 podczas MŚJ w Schladming zdobył złoty medal w slalomie, a 13 marca 1999 na MŚJ w Pra Loup wywalczył brąz w slalomie gigancie.
W mistrzostwach świata startował w latach 2003-2009. Najwyższą pozycję zajął na MŚ w Bormio w 2005, gdzie był ósmy w slalomie.
Dwukrotnie uczestniczył w zimowych igrzyskach olimpijskich. Na Zimowych Igrzyskach Olimpijskich 2002 w Salt Lake City wystartował w kombinacji, a na rozgrywanych osiem lat później igrzyskach w Vancouver w slalomie. W obu przypadkach nie został jednak sklasyfikowany.

## Osiągnięcia

### Igrzyska olimpijskie
| Miejsce | Dzień     | Rok  | Miejscowość    | Konkurencja | Czas biegu | Strata | Zwycięzca           | Uwagi |
| ------- | --------- | ---- | -------------- | ----------- | ---------- | ------ | ------------------- | ----- |
| DSQ1    | 13 lutego | 2002 | Salt Lake City | Kombinacja  | 3:17,56    | -      | Kjetil André Aamodt | [ 5 ] |
| DNF1    | 27 lutego | 2010 | Vancouver      | Slalom      | 1:39,76    | -      | Giuliano Razzoli    | [ 6 ] |

### Mistrzostwa świata
| Miejsce | Dzień     | Rok  | Miejscowość  | Konkurencja | Czas biegu | Strata | Zwycięzca       |
| ------- | --------- | ---- | ------------ | ----------- | ---------- | ------ | --------------- |
| 13.     | 6 lutego  | 2003 | Sankt Moritz | Kombinacja  | 3:18,41    | +3,63  | Bode Miller     |
| 28.     | 12 lutego | 2003 | Sankt Moritz | Gigant      | 2:45,93    | +4,91  | Bode Miller     |
| 19.     | 16 lutego | 2003 | Sankt Moritz | Slalom      | 2:45,93    | +2,18  | Ivica Kostelić  |
| 8.      | 12 lutego | 2005 | Bormio       | Slalom      | 1:41,34    | +1,90  | Benjamin Raich  |
| DSQ1    | 17 lutego | 2007 | Åre          | Slalom      | 1:57,33    | -      | Mario Matt      |
| DNF1    | 15 lutego | 2009 | Val d’Isère  | Slalom      | 1:44,17    | -      | Manfred Pranger |

### Mistrzostwa świata juniorów
| Miejsce | Dzień     | Rok  | Miejscowość | Konkurencja | Czas biegu | Strata | Zwycięzca             |
| ------- | --------- | ---- | ----------- | ----------- | ---------- | ------ | --------------------- |
| 8.      | 26 lutego | 1997 | Schladming  | Zjazd       | 1:32,21    | +1,27  | Matteo Berbenni       |
| 8.      | 27 lutego | 1997 | Schladming  | Supergigant | 1:14,96    | +0,41  | Martin Stocker        |
| DNF1    | 28 lutego | 1997 | Schladming  | Gigant      | 2:00,57    | -      | Benjamin Raich        |
| 1.      | 1 marca   | 1997 | Schladming  | Slalom      | 1:34,80    | -      | -                     |
| 30.     | 26 lutego | 1998 | Megève      | Zjazd       | 1:20,39    | +2,07  | Andreas Buder         |
| 8.      | 27 lutego | 1998 | Megève      | Supergigant | 1:27,52    | +1,32  | Freddy Rech           |
| 4.      | 28 lutego | 1998 | Megève      | Gigant      | 2:01,62    | +0,79  | Benjamin Raich        |
| DNF1    | 1 marca   | 1998 | Megève      | Slalom      | 1:23,06    | -      | Benjamin Raich        |
| 11.     | 10 marca  | 1999 | Pra Loup    | Zjazd       | 1:08,50    | +0,83  | Klaus Kröll           |
| 8.      | 11 marca  | 1999 | Pra Loup    | Supergigant | 1:11,87    | +0,77  | Manfred Gstatter      |
| 3.      | 13 marca  | 1999 | Pra Loup    | Gigant      | 1:48,10    | +0,36  | Christoph Alster      |
| 10.     | 14 marca  | 1999 | Pra Loup    | Slalom      | 1:34,96    | +1,98  | Massimiliano Blardone |

### Puchar Świata

#### Miejsca w klasyfikacji generalnej
- sezon 1996/1997: -
- sezon 1998/1999: -
- sezon 2001/2002: 98.
- sezon 2002/2003: 61.
- sezon 2003/2004: 65.
- sezon 2004/2005: 72.
- sezon 2005/2006: -
- sezon 2006/2007: 104.
- sezon 2007/2008: 52.
- sezon 2008/2009: 82.
- sezon 2009/2010: 145.
- sezon 2010/2011: -

#### Miejsca na podium
Dragšič nigdy nie stanął na podium zawodów PŚ.